# کربازول
کربازول (به انگلیسی: Carbazole) با فرمول شیمیایی C۱۲H۹N یک ترکیب شیمیایی با شناسه پاب‌کم ۶۸۵۴ است. که جرم مولی آن 167.206 g mol−۱ g/mol می‌باشد. 